# Coccoloba caravellae
Coccoloba caravellae là một loài thực vật có hoa trong họ Rau răm. Loài này được Sastre & Fiard mô tả khoa học đầu tiên năm 1989.